# 萧月华
萧月华（1913年—1983年），女，广东大埔人，中国人民解放军开国大校，曾任湖南省政协委员。1933年（民国22年）, 经组织介绍，肖月华与共产国际派来的军事顾问李德结婚。